# Asbel Kiprop
Asbel Kiprop, född den 30 juni 1989 i Uasin Gishu, är en kenyansk friidrottare som tävlar på medeldistanslöpning. 
Kiprops genombrott kom under 2007 då han vann VM-guld i terränglöpning för juniorer. Samma år deltog han vid VM 2007 i Osaka där han sprang 1 500 meter och slutade på fjärde plats. Under 2008 deltog Kiprop på Afrikanska mästerskapet där han blev bronsmedaljör på 800 meter och blev fyra på 1 500 meter. Han vann även 1 500 meter vid Golden League tävlingen i Rom 2008. 
Han deltog vidare vid Olympiska sommarspelen 2008 där han något överraskande slutade på en andra plats efter Rashid Ramzi. Då det i efterhand framkom att Ramzi varit dopad blev Kiprop i stället ny olympisk mästare på distansen.
Vid VM 2009 slutade han på fjärde plats på 1 500 meter. Bättre gick det året efter då han vann guld vid afrikanska mästerskapen. Kiprop deltog vid VM 2011 och blev där första kenyan att vinna guldet på 1 500 meter.  Segertiden blev 3:35,69.

## Personliga rekord
- 1 500 meter - 3.26,69. Monaco, 2015.